# Santa Catarina Ayometla
Santa Catarina Ayometla là một đô thị thuộc bang Tlaxcala, México. Năm 2005, dân số của đô thị này là 7306 người.